# Dream Team Taranto
La Dream Team onlus Taranto è una società italiana di pallacanestro in carrozzina di Taranto.

## Storia
La Dream Team onlus Taranto venne fondata nell'anno 2002 con lo scopo prioritario di ottenere attraverso l'attività sportiva una piena integrazione tra i normodotati ed i portatori di handicap.
L'idea nacque grazie all'iniziativa di un gruppo di amici disabili e non, amanti in modo particolare del gioco del basket, disciplina agonistica che costituisce l'asse portante di tutte le attività del gruppo.
Nella stagione della fondazione, la squadra viene promossa in Serie A2.
Al termine della stagione 2003/04, la Dream Team Taranto retrocede nella serie inferiore, ma viene successivamente ripescata in Serie A2. 
Nella stagione successiva, con gli arrivi a Taranto di Brad Ness, Sam Bader e Tanguy Six, la Dream Team Taranto raggiunge i play-off e le final-four di Coppa Italia.
Nella stagione 2006/07, con gli arrivi di Shaun Norris, Gianluca Stella, Audrey Cayol e con il ritorno a Taranto di Vincenzo Di Bennardo, la squadra vince il Trofeo Internazionale di basket in carrozzina Gabbiano Hotel, avendo sconfitto in un quadrangolare la nazionale italiana, nonché le due squadre israeliane Belt Halochem Haifa e Belt halochem Tel Aviv. La squadra si aggiudica inoltre la Coppa Vergauwen 2007 battendo in finale l'ASV Bonn con il punteggio di 77-56. In campionato, la squadra elimina il Millennium Padova nella semifinale play-off, ma viene sconfitta nella finale scudetto dai romani del Santa Lucia Sport Roma negli ultimi minuti della decisiva gara 3.
Nella stagione 2007/08 la Dream Team Taranto batte proprio il Santa Lucia Sport Roma nella finale di Coppa Italia con il punteggio di 63-50. Sempre nel 2008, alla sua prima partecipazione alla Champion's Cup, la squadra conquista l'accesso alla Final Eight di Madrid, concludendo il torneo al terzo posto dopo aver battuto la compagine francese dello Hyeres Handiclub.
La Dream Team ha conquistato il titolo di Campione d'Italia per la stagione 2007/2008, battendo dopo 5 gare estenuanti, la Santa Lucia Roma.
La stagione 2008/2009 propone una vera e propria rivoluzione tecnica, con il ritorno del presidente, l'ingresso come coach della squadra, coadiuvato da Ezio Confessa dei panni di vice ed il cambiamento di gran parte della rosa, con partenze dolorose (come quella del campione olimpico Brad Ness) ed acquisti di spessore come quelli di Passiwan, Dror, Mazzi e Counts. Dopo il successo nel torneo amichevole di Amatrice, la Comes Dream Team inanella una serie impressionante di successi consecutivi. Al termine del girone d'andata del campionato di Serie A1 è ancora imbattuta, con nove vittorie in altrettante gare disputate. Il 21 dicembre 2008 arriva il primo trionfo stagionale: i ragazzi jonici alzano al cielo la loro prima Supercoppa italiana, al termine di una gara combattuta, disputata a Luzzara (RE) e decisa a 12 secondi dalla fine da un canestro di Dirk Passiwan.
Nella stagione 2009/2010 retrocede in A2, dopo aver perso ai play-out lo scontro diretto contro il BA.D.S. Quartu Sant'Elena.
Nella stagione 2010/2011 partecipa al campionato di A1 grazie al ripescaggio, dovuto alla mancata iscrizione del Padova Millennium Basket. Nel corso dello stesso, per mancanza di risorse finanziarie, la squadra viene ritirata dal presidente Vito Mastroleo, concludendo così in modo inglorioso la storia del club.
Viene successivamente costituita l'Associazione Taras Team Onlus, grazie a cinque soci reduci dell'esperienza trascorsa del basket in carrozzina di A1. L'associazione si ripropone l'attivazione di iniziative di solidarietà sociale, educative e sportive nei confronti delle persone disabili.